# Limnonectes grunniens
Limnonectes grunniens är en groddjursart som först beskrevs av Latreille in Sonnini de Manoncourt och Pierre André Latreille 1801.  Limnonectes grunniens ingår i släktet Limnonectes och familjen Dicroglossidae. IUCN kategoriserar arten globalt som livskraftig. Inga underarter finns listade i Catalogue of Life.